# 갈린디아어
갈린디아어(Galindian)는 옛 기록에 등장하는 골랴드인이 사용하던 발트어파 언어를 가리킨다. 크게 2가지의 뜻이 있는데, 하나는 오늘날의 폴란드 북동부에서 쓰인 고대 프로이센인과 가까운 곳에 살던 골랴드인의 서발트어군 언어이고 다른 하나는 오늘날 러시아의 모자이스크 지역에 있던 골랴드인(Голядь)의 발트계 언어이다. 같은 이름을 가진 이 두 집단의 관계가 무엇인지는 기록의 부족으로 인해 명확히 결론난 바가 없다.